# Iesucai
Iesucai ou Jesucai (em mongol médio: ᠶᠢᠰᠦᠭᠡᠢ; em mongol: Есүхэй; romaniz.: Yesükhei), comumente designado o Herói (em mongol médio: ᠪᠠᠭᠠᠲᠤᠷ; em mongol: баатар; romaniz.: Baatar), foi um nobre mongol do século XII. Era membro dos borjíguidas, uma linhagem aristocrática que ocupou a porção nordeste da atual Mongólia. Era neto do primeiro chefe mongol a utilizar o título cã, Cabul Cã, e sobrinho do sucessor de Cabul, Cutula Cã. Teve duas esposas, uma de nome incerto e outra, chamada Oelum, que capturou dum merquite que acabara de desposá-la.
Com a morte de Cutula em combate contra os tártaros, Iesucai se tornou o principal pretendente à liderança mongol. Ele fortaleceu sua reivindicação ao se tornar irmão de sangue (anda) de Tugril, o governante do Canato Queraíta do oeste, e ajudá-lo a assegurar seu trono. Então, deixou seu filho de nove anos Temujim (o futuro Gêngis Cã) na tenda do chefe conguirado Dei Sechém para que desposasse a filha dele, a dama Borte. Em seu caminho de volta, parou no campo dos tártaros, onde aceitou sua hospitalidade, mas foi envenenado. O clã quiada-borjíguida que construiu se desfez tão logo soube de sua morte.